# Demografía de Arequipa (ciudad)
Arequipa es la segunda ciudad del Perú por población, alcanzando en el año 1999 los 603,100 habitantes;  y en el 2013  alcanzó a 852 807 habitantes según proyecciones del INEI.

## Pirámide de población
Del análisis de la pirámide de población se desprende que:
- La población menor de 20 años es el 35% de la población total.
- La población comprendida entre 20-40 años es el 34%.
- La población comprendida entre 40-60 años es el 20%.
- La población mayor de 60 años es el 11%.

Población extranjera
Del total del padrón de 2007 en los distritos que componen la ciudad, 3187 son de nacionalidad extranjera. Los extranjeros residentes proceden de todos los continentes siendo los más numerosos los de las nacionalidades boliviana (498), estadounidense (373), argentina (328), francesa (286), chilena (270), alemana (203) y española (176).

## Grupos étnicos
Desde los años 1970, a causa de la inmigración, empezaron a poblar habitantes del departamento de Puno.

## Evolución demográfica
Una de las primeras menciones que se puede encontrar es la de Ventura y Travada que a mediados del siglo XVIII, escribía:

«El número de gente que tiene esta ciudad es de 30.000 de todos sexos, estados y edades.
Los indios apenas 4.000 y para su doctrina basta una sola parroquia en la ciudad - la de Santa Marta - que comprende todos los indios forasteros y naturales que viven dispersos en la ciudad y para ser una sola no es muy numerosa porque excepcionando algunos negros, mulatos y otros apenas llegan a 6.000. todos los demás son españoles, muchos de ellos de nobleza conocida cuya sangre procuran honroso no degenerar...»
Travada Córdova y Ventura

Uno de la primeros censo de población en la ciudad datan de 1796 en donde se contabilizaron 37 241 habitantes en el «cercado» que correspondían a 22 207 españoles, 5929 indios, 4908 mestizos, 2487 castas y 1710 esclavos. A finales de la primera mitad del siglo XX, los efectos multplicadores del impulso dado a Arequipa por las obras de 1940 se manifestaron muy rápidamente cuyo síntoma más claro fue el crecimiento poblacional, pues el crecimiento poblacional anual de 1,1 % del periodo de 1876 a 1917 se triplicó a un 3,3 % anual en el lapso que va de 1940 a 1960.

### sigloXVIIIyXIX
En tiempos virreinales y tomando en consideración los datos del censo de 1812, la ciudad mayor era la ciudad de Lima con 64 mil habitantes seguidas por la ciudad de Arequipa con 38 mil habitantes y Cuzco con 32 mil. La principal élites blancas se localizaba en la ciudad de Arequipa seguida de la ciudad del Cuzco. Trujillo con 13 mil habitantes se presenta demográficamente más débil según el censo.
| Ciudad         | 1791      | 1812      | 1827      | 1836      | 1850      | 1862      | 1876      | Población española (1812) |
| -------------- | --------- | --------- | --------- | --------- | --------- | --------- | --------- | ------------------------- |
| Arequipa       | 37 721    | 34 478    | 50 769    |           |           |           | 30 932    | 22 687                    |
| Total nacional | 1 239 197 | 1 509 551 | 1 516 693 | 1 373 736 | 2 001 203 | 2 487 916 | 2 699 106 | 178 025                   |

En los primeros años de la segunda mitad del siglo XX la ciudad pasaría de 85 000 habitantes en 1940 a 158 000 en 1961 en un inusitado proceso de explosión demográfica, cuyas posible razones tenga que ver con la radicación de las primeras empresas industriales generadas como apertura de sustitución de importaciones debido a la Segunda Guerra Mundial y a la transformación de la producción agropecuaria. La tendencia de evolución demográfica es modificada substancialmente por dos factores: el terremoto de 1958 y la sequía en el altiplano peruano, que aceleran la migración y el proceso de urbanización, y un crecimiento periférico que perdura hasta la actualidad. La explosión demográfica fue potenciada por el reacomodamiento del espacio urbano luego de los terremotos y que provocó un crecimiento demográfico explosivo de la población de Arequipa, que logró duplicar su población en una década. Los 158 000 habitantes de 1961, serían 309 000 en 1972 y casi 500 000 en 1983, la invasión de las áreas rurales generó un notable proceso en el cual la actividad agrícola subsistente participa de manera activa en el ciclo económico urbano.
Evolución de la población de Arequipa en el período comprendido entre 1796 y 2013
Fuentes: censo de población de 1804 (Gil de Toboada) 
   Virreinato Peruano en 1812, 
   Censo General de habitantes del Perú (1876) 
    Censo de la ciudad de Arequipa de 1917 
 INEI, 
    Estimación poblacional INEI 2012

## Población distrital
La ciudad de Arequipa está dividida en 14 distritos que a su vez están subdivididos en urbanizaciones, pueblos jóvenes, etc. En el año 2007 contaba con una población de 805 150 habitantes constituyendo a la ciudad de Arequipa como la segunda ciudad más poblada del Perú.
| CIUDAD DE AREQUIPA                                               | CIUDAD DE AREQUIPA | CIUDAD DE AREQUIPA | CIUDAD DE AREQUIPA           | CIUDAD DE AREQUIPA |
| Distrito                                                         | Categoría          | Población          | Superficie del distrito (ha) | Área urbana (ha)   |
| ---------------------------------------------------------------- | ------------------ | ------------------ | ---------------------------- | ------------------ |
| Centro                                                           | Ciudad             | 17 062             | 1280                         | 692                |
| Alto Selva alegre                                                | Ciudad             | 18 638             | 6980                         | 568                |
| Cayma                                                            | Villa              | 20 267             | 24631                        | 719                |
| Cerro Colorado                                                   | Pueblo             | 113 171            | 17490                        | 2912               |
| Jacobo Hunter                                                    | Ciudad             | 46 092             | 2037                         | 291                |
| José Luis Bustamante y Rivero                                    | Ciudad             | 76 410             | 1083                         | 494                |
| Mariano Melgar                                                   | Pueblo             | 52 144             | 2983                         | 324                |
| Miraflores                                                       | Pueblo             | 50 704             | 2868                         | 399                |
| Paucarpata                                                       | Pueblo             | 120 446            | 3107                         | 858                |
| Sabandia                                                         | Pueblo             | 3699               | 3663                         | 379                |
| Sachaca                                                          | Villa              | 17 537             | 2663                         | 230                |
| Socabaya                                                         | Pueblo             | 59 671             | 1864                         | 426                |
| Tiabaya                                                          | Ciudad             | 14 677             | 3162                         | 144                |
| Yanahuara                                                        | Villa              | 22 890             | 220                          | 173                |
| Fuente: censos nacionales 2007: XI de Población y VI de Vivienda |                    |                    |                              |                    |